# Zofia Gładyszewska
Zofia Anna Teresa Gładyszewska-Wyszomirska (ur. 15 stycznia 1937 w Poznaniu, zm. 17 sierpnia 2021) – polska aktorka dubbingowa. Sporadycznie przed kamerą. Najbardziej znana jako Bunia z polskiej wersji językowej Gumisiów.

## Życiorys
Pod koniec kariery zajmowała się głównie pracą w radiu, czytaniem audiobooków oraz użyczaniu głosu animowanym postaciom. Okazyjnie również pełniła funkcję dialogistki.
Ostatni znany raz jako aktorka wystąpiła w 2004, najprawdopodobniej przeszła na emeryturę niedługo później. Została pochowana na Cmentarzu Komunalnym Północnym w Warszawie. 

## Filmografia

### Role aktorskie
- 1997: Boża podszewka – baba z chaty Mickiewicza (niewymieniona w czołówce)[5]
- 1989: O księżniczce – gęsiarce – służąca Berta[6]
- 1986: Porwanie w Tiutiurlistanie – mieszkanka skąpej wsi (głos)[7]

### Polski dubbing
- 2004: Liga najgłupszych dżentelmenów – dozorczyni
- 2003: Wielka przygoda prosiaczka Wilbura: Sieć Charlotty 2 – Bessie (pierwsza wersja dubbingu)
- 2003: Harry Potter i Komnata Tajemnic
- 2002: Cyberłowcy –
  - Atropos (odc. 2),
  - różowa świnka (odc. 3),
  - Rekusia (odc. 15)
- 2001: Balto – babcia Rosy
- 2000: Judy Jetson i Rockersi – Rosie
- 2000: Jetsonowie spotykają Flintstonów – Rosie
- 2000: Simsala Grimm – Baba Jaga (odc. 8)
- 1999: Byli sobie odkrywcy (pierwsza wersja dubbingowa)
- 1999: Timon i Pumba – Mama Goryl (odc. 18b)
- 1998–2000: Flintstonowie (trzecia wersja dubbingowa) – teściowa Freda
- 1997: Witaj, Franklin – Pani Sowa (niektóre odcinki)
- 1997: Babar zwycięzca – Mama Celesty
- 1996: Dzwonnik z Notre Dame – Laverne
- 1996: Mój sąsiad Totoro (pierwsza wersja dubbingowa) – Niania / Babcia
- 1996: Okruchy dnia – kucharka
- 1995: Śpiąca królewna (druga wersja dubbingowa) – wróżka Flora
- 1995: Aladyn (pierwsza wersja dubbingowa) – Fatima
- 1995: Tom i Jerry – lektorka słuchowiska radiowego (odc. 4)
- 1995: Zwariowane melodie
- 1995: Mała Syrenka (pierwsza wersja dubbingowa)
- 1994: Super Baloo – klientka Baloo zamawiająca pisanie na niebie
- 1994–1995: Babar – Królowa żółwica (odc. 17)
- 1992–1995: Troskliwe misie – Babcia
- 1991–1992: Kacze opowieści (pierwsza wersja dubbingowa) –
  - Widmo Pani Ostrydziób (odc. 9)
  - reporterka w nowym banku Sknerusa (odc. 61)
- 1991–1992: Dommel –
  - głos mechaniańki śpiewający kołysankę (odc. 5),
  - uczestniczka ślubu (odc. 7),
  - starsza klientka w kolejce do mechanicznego czyścibuta (odc. 32),
  - kobieta stawiająca wygraną dla pani Beatrix (odc. 34)
- 1990: Bouli (pierwsza wersja dubbingowa) – mama
- 1990–1994: Gumisie – Bunia
- 1990: Wiwat skrzaty – matka Linga Fi (odc. 16)
- 1990: Bajarz – Poczwara (odc. 9)
- 1988: O księżniczce Jutrzence i latającym szewcu – Czarownica
- 1988: Cudowna podróż – Akka
- 1988: Wuzzle – Hipka
- 1988–1990, 1998–2000: Jetsonowie – Rosie (obie wersje dubbingowe)
- 1988–1990: Flintstonowie (druga wersja dubbingowa) – mama Ekberta (odc. Opieka nad dzieckiem)
- 1988: Detektyw Pchełka na tropie – Emma Gotroks, której skradziono brylanty
- 1989: Scooby i Scrappy Doo (pierwsza wersja dubbingowa) – Robot-pokojówka (odc. 3)
- 1986: Czarodziejski kogucik – Baba
- 1986: I oto przyszedł Bumbo – Bona
- 1986: Strzeż się dziewiątego syna – Akkiempir
- 1986: Mała czarownica – puszczyca
- 1983: Goście z galaktyki Arkana – pani Szwarcowa
- 1983: Arabela – Czarownica
- 1982: Abigél
- 1979–1982: Pszczółka Maja –
  - pani Biedronka,
  - biedronka Dwukropka (odc. 16, 36),
  - panna Klara (odc. 23),
  - pani Chrząszcz (odc. 34),
  - pszczoła (odc. 44),
  - ślimak (odc. 46),
  - chrząszcz matka (odc. 53),
  - gąsienica

### Dialogi polskie
- 1999: Flintstonowie (odc. 96, 99–100, 113)
- 1998: Trzy małe duszki